# Nikolai von Glehn
Pour les articles homonymes, voir Glehn.
Alexander Nikolai von Glehn [nikol'ai fon gleen] (né le 16 juillet 1841 au manoir de Jälgimäe (Jälgimäe mõis) – mort le 7 septembre 1923 au Brésil) est un architecte et philosophe germano-balte d'Estonie, fondateur du district de Nõmme correspondant approximativement à l'actuel arrondissement de Nõmme.

## Biographie
Il est le fils de Peter von Glehn (1796–1843), seigneur de Jälgimäe (1821), et de son épouse, née Auguste Caroline Marie Burchart von Bellawary (1814-1862), fille de Johannes Burchart VIII. Il est le frère cadet du botaniste Peter von Glehn.
Il étudie l'économie, la médecine, la philosophie et l'architecture à l'Université de Tartu et en Allemagne. Il gère la propriété de son père dans le sud de Tallinn et fonde le village de Nõmme avec la construction de datchas en 1878, au niveau d'une gare qu'il avait fait construire dans le nord de ses terres en 1873, sur la ligne de Tallinn à Paldiski. Il aurait déclaré : « Ici il y aura une ville » (Seia saagu lenn). Il y crée un parc et un château - le château de Glehn - deux maisons, une piscine et une tour d'observation en 1910 qui deviendra l'observatoire de Tallinn. Il y fait aussi construire un château miniature pour ses enfants et les sculptures Kalevipoeg et Krokodil (1908). En tant qu'architecte, il a été comparé à Antoni Gaudí. Après la mort de sa femme Caroline Henriette Berg (1847-1896), il fait aménager le cimetière familial de Glehn (et) pour elle. Deux des enfants de son fils Manfred, décédés prématurément, y sont également enterrés.
Après un départ pour l'Allemagne en 1918, il se rend au Brésil pour soigner son fils, Manfred von Glehn (1867–1924), auquel le climat chaud convient mieux. Il y décède le 7 décembre 1923.

## Hommage
Un pont de Seaküla Simson (et) et une sculpture de Paul Mänd (et) ont été inaugurés le 12 novembre 2011 en hommage au fondateur du district.

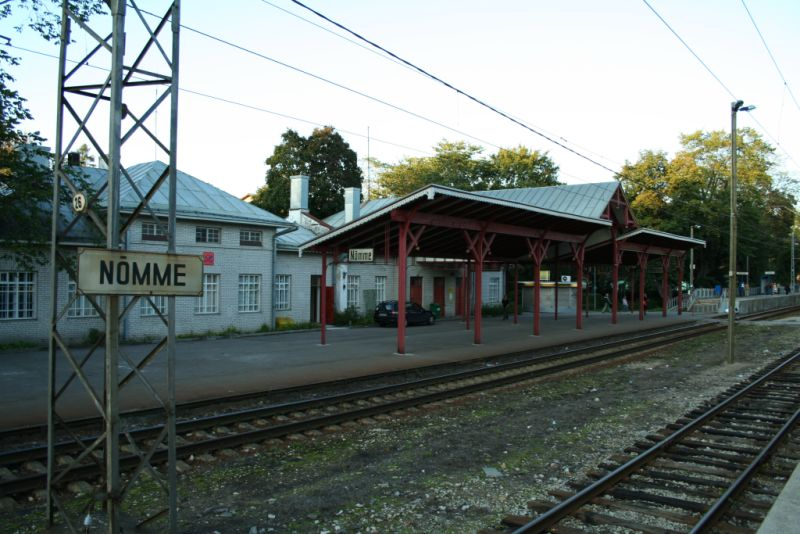
Gare de Nõmme
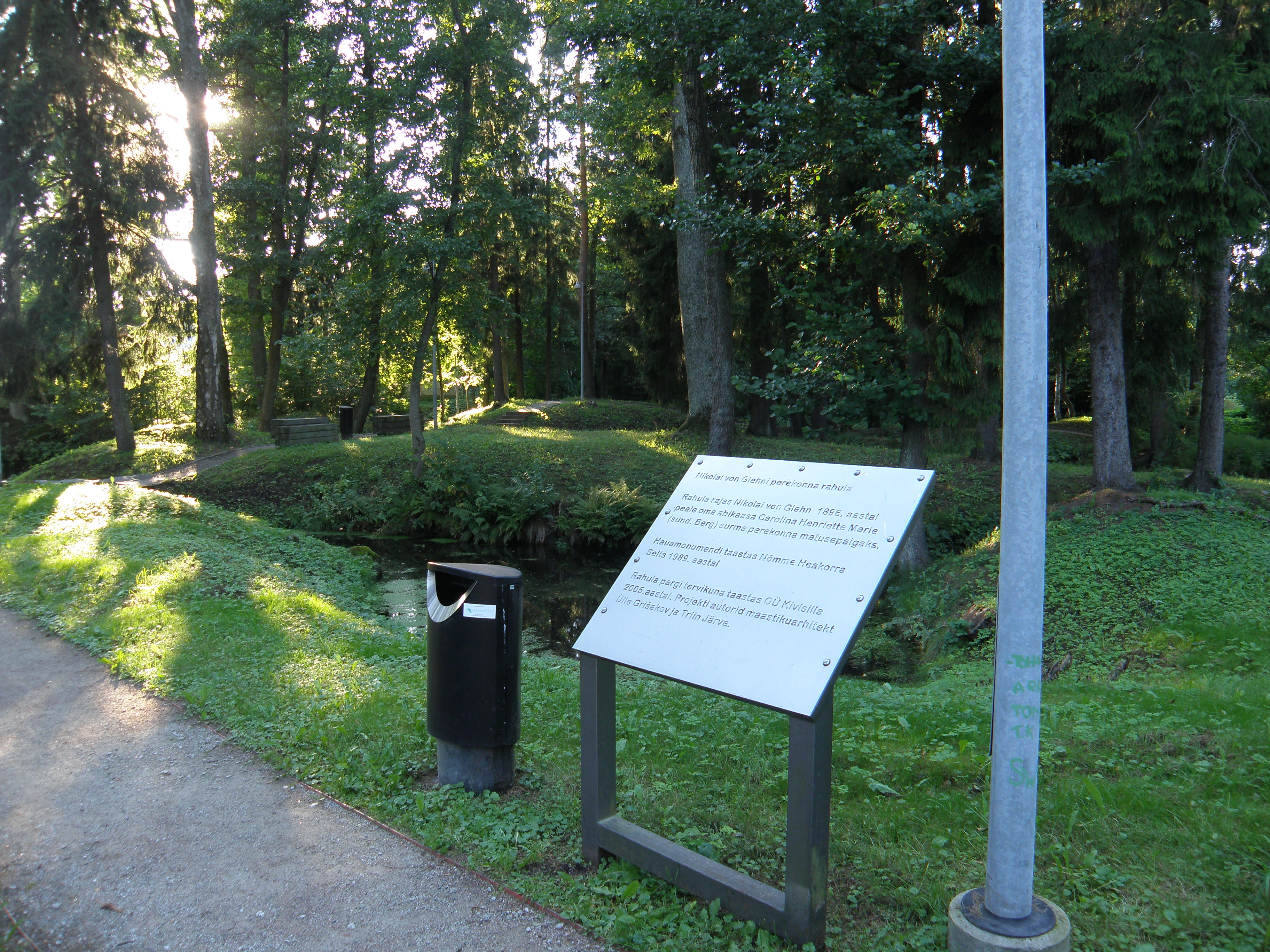
Le parc Glehn (Glehni rahula) (et), rénové en 2005
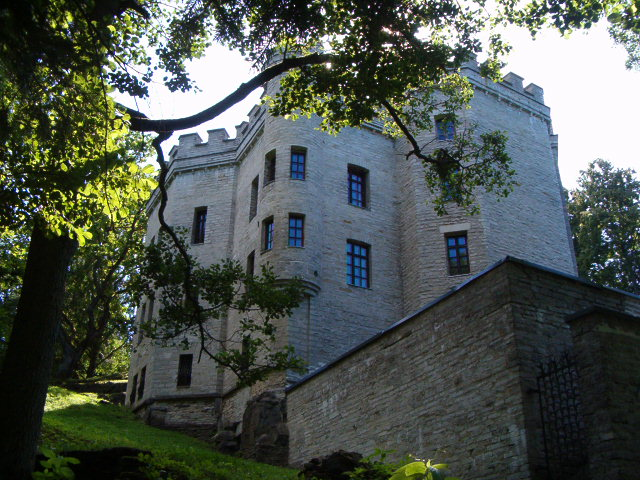
Château de Glehn